# Vaiguvos miškas
Vaiguvos miškas este o arie protejată (sit de importanță comunitară — SCI) din Lituania întinsă pe o suprafață de 665 ha, integral pe uscat.

## Localizare
Centrul sitului Vaiguvos miškas este situat la coordonatele 54°46′42″N 24°12′56″E / 54.7783°N 24.2156°E.

## Înființare
Situl Vaiguvos miškas a fost declarat sit de importanță comunitară în iunie 2005 pentru a proteja 1 specie de animale.

## Biodiversitate
Situată în ecoregiunea boreală, aria protejată nu include niciun habitat protejat.
La baza desemnării sitului se află o specie protejată de  nevertebrate: Osmoderma eremita.